# Maszyna Rube’a Goldberga

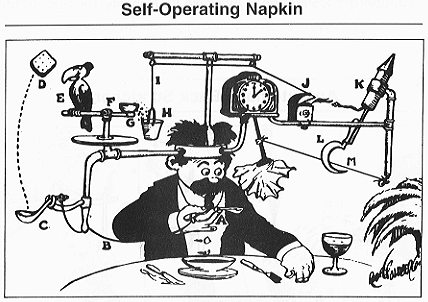
Jeden z rysunków Rube’a Goldberga przedstawiający profesora Lucifera Buttsa korzystającego z serwetki
Podczas podnoszenia łyżeczki (A) naciąga się linka (B), która ciągnie za trzonek łyżki (C), która podrzuca w powietrze krakersa (D), który w locie łapie papuga (E), co przechyla żerdkę (F) i sprawia, że nasiona (G) wysypują się do wiaderka (H), które pod wpływem dodatkowego obciążenia ciągnie w dół linkę (I), co otwiera i zapala zapalniczkę (J), która powoduje zapłon rakiety (K); ta wzlatując z sierpem (L) przecina sznurek (M), co uwalnia wahadło zegara, które zaczyna kołysać się w tę i we w tę, tym samym wycierając serwetką profesorowi brodę

Maszyna Rube’a Goldberga – przesadnie rozbudowane urządzenie lub seria mechanizmów działających na zasadzie domina, które w złożony sposób wykonują bardzo proste czynności. Nazwa pochodzi od amerykańskiego rysownika i wynalazcy Rube’a Goldberga, który na swoich ilustracjach przedstawiał pomysłowo powiązane ze sobą urządzenia i sprzęty gospodarstwa domowego. Według niego miały one być symbolem ludzkiej zdolności do osiągania maksymalnego wysiłku i minimalnego efektu. Uważał bowiem, że większość ludzi woli osiągać swój cel w trudniejszy sposób, niż dążyć do niego szybciej i prościej.

## Podobne określenia na świecie

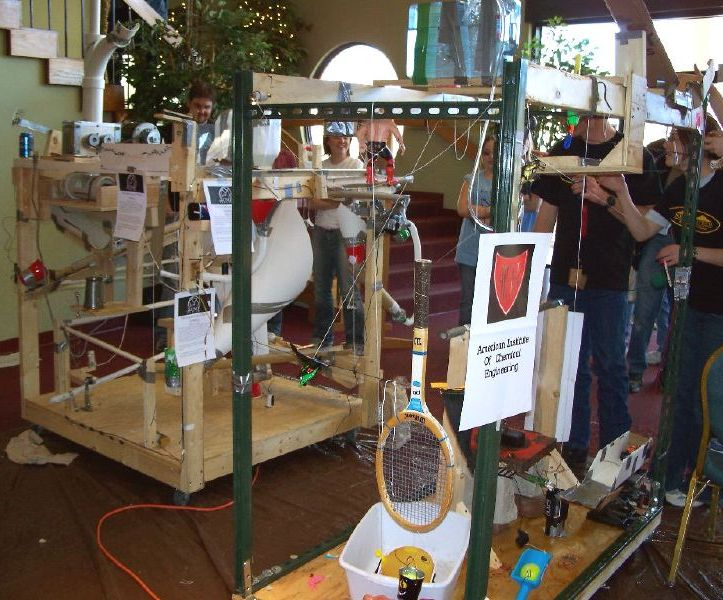
Przykładowa maszyna Rube Goldberga

Choć nazwa maszyny wywodzi się ze Stanów Zjednoczonych, to w innych krajach bywa różnie określana:
- Australia – rysownik Bruce Petty w swoich pracach zajmował się takimi zagadnieniami jak ekonomia, czy stosunki międzynarodowe, które przedstawiał jako złożone, zazębiające się maszyny do manipulowania ludźmi.

- Austria – Franz Gsellmann przez dekady pracował na maszynie przypominającej tę Rube’a Goldberga, którą nazwał Weltmaschine (maszyna świata).

- Czechy – maszyny w stylu Rube’a Goldberga często nazywane są Raketoplán (wahadłowiec), głównie w sektorze IT, gdzie oznaczają proste zadanie rozwiązane w złożony i drogi sposób[2].

- Dania – w tym kraju nazywa się je Storm P maskiner, od imienia duńskiego wynalazcy i rysownika Roberta Storma Petersena.

- Francja – określenie usine à gaz (rafineria gazowa) ma sugerować bardzo skomplikowaną fabrykę z wszędobylskimi rurami, ciągnącymi się w różne strony. Używane jest głównie przez programistów i dziennikarzy, którzy odnoszą się w ten sposób do zawiłego prawa i regulacji.

- Niemcy – w Niemczech na określenie maszyn Goldberga przyjęła się nazwa Was-passiert-dann-Maschine, ponieważ w serialu dla dzieci Ulica Sezamkowa, Kermit używał podobnych urządzeń.

- Wielka Brytania – podobne rysunki do Rube’a Goldberga w Wielkiej Brytanii tworzył ilustrator W. Heath Robinson, dlatego od jego imienia nazywa się je urządzeniami Heatha Robinsona.

## Konkursy

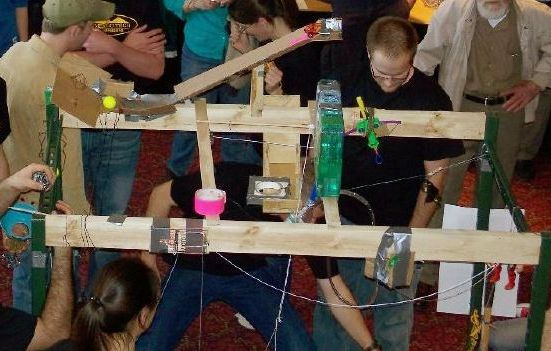
Konkurs na maszynę Rube Goldberga w Nowym Meksyku

W 1949 dwa bractwa studenckie z Purdue University postanowiły w ramach zabawy zorganizować konkurs na maszynę Rube’a Goldberga. Organizowano go corocznie do 1955, kiedy to bractwa zaprzestały jego finansowania.
W 1983 podczas prac porządkowych jedno z bractw odnalazło stare trofeum z pierwszego konkursu i pojawił się pomysł, by wskrzesić konkurs. Żeby zainteresować nim innych i na nowo rozpocząć zawody, powstał nawet specjalny przewodnik. Starania przyniosły rezultat i w 1987 odbył się w USA pierwszy ogólnokrajowy konkurs na maszynę Rube’a Goldberga. Rosnące zainteresowanie mediów sprawiło, że z roku na rok stawał się on coraz bardziej znany, aż w 1992 r. pokazano go w telewizji. Dziś jego zwycięzcy są zapraszani do przeróżnych programów telewizyjnych.
Inny konkurs corocznie organizuje również MIT Museum z Massachusetts Institute of Technology Cambridge w Massachusetts. Zespoły budują złożone urządzenia w stylu Rube’a Goldberga na stołach umieszczonych w dużej sali gimnastycznej. Każde z nich jest połączone sznurkiem z maszyną rywala. Po ich skończeniu sznur inicjujący zostaje ceremonialnie pociągnięty i na zasadzie efektu domina rozpoczyna się działanie zbudowanych mechanizmów. Na koniec przyznawane są nagrody w różnych kategoriach.
Konkurs Niesamowita Maszyna organizuje od 2017 roku Politechnika Białostocka, która do udziału w zmaganiach zaprasza uczniów szkół średnich. Najlepsi zdobywają indeksy na studia na Politechnice Białostockiej oraz nagrody pieniężne. Konkurs cieszy się dużym zainteresowaniem uczestników i mediów. https://pb.edu.pl/niesamowitamaszyna/

## W mediach
Przykłady wykorzystania maszyny Rube’a Goldberga można znaleźć w licznych filmach, serialach i grach komputerowych:
| Filmy - Skarbonka - Goonies - Wallace i Gromit - Edward Nożycoręki - Wielka przygoda Pee Wee Hermana - Powrót do przyszłości - The Way Thing Go - Nasz cudowny samochodzik - Oszukać przeznaczenie | Seriale - Elementary - Z Archiwum X Gry - Amazing World (Symbian) - Crazy Machines - The Incredible Machine - Monkey Island 2: LeChuck’s Revenge Teledyski - OK Go – "This Too Shall Pass" |